# Sondre Holst Enger
Sondre Holst Enger (* 17. Dezember 1993 in Horten) ist ein ehemaliger norwegischer Radrennfahrer.

## Sportliche Laufbahn
2011 belegte Sondre Holst Enger bei den Straßen-Weltmeisterschaften im Einzelzeitfahren der Junioren Platz zehn und bei den Junioren-Europameisterschaften Platz acht.
2013 wurde Enger bei den Straßenweltmeisterschaften Dritter des U23-Straßenrennens. Er gewann die Coupe des Nations Ville Saguenay und belegte in der Gesamtwertung der Norwegen-Rundfahrt Rang drei. Im Jahr darauf wurde er norwegischer Meister im Straßenrennen der U23 und belegte im WM-Straßenrennen der U23 Platz fünf. 2015 gewann er eine Etappe der Österreich-Rundfahrt und im April 2016 eine Etappe der Kroatien-Rundfahrt. Bei der Norwegen-Rundfahrt 2016 wurde er Gesamtdritter und gewann die Punktewertung. Anschließend bestritt er mit der Tour de France 2016 seine einzige Grand Tour, die er als 141. beendete. Den Gewinn der Punktewertung der Norwegen-Rundfahrt wiederholte er 2018.
Nach Ablauf der Saison 2020 beendete Holst Enger seine Laufbahn als Aktiver.

## Erfolge
2013
- Weltmeisterschaft U23 – Straßenrennen
- Gesamtwertung Coupe des Nations Ville Saguenay

2014
- Norwegischer Meister (U23) – Straßenrennen

2015
- eine Etappe Österreich-Rundfahrt

2016
- eine Etappe Kroatien-Rundfahrt
- Punktewertung Tour of Norway

2018
- Punktewertung Tour of Norway